# Marco Križevčanin
Marco Križevčanin (Križevci, 1589 circa – Košice, 7 settembre 1619) è stato un presbitero croato, venerato come santo dalla Chiesa cattolica.

## Biografia
Marko Stjepan Krizin, questo il suo nome completo, nacque a Križevci, allora nella diocesi di Zagabria. Frequentò dal 1600 al 1607 il liceo dei gesuiti di Vienna: i genitori ne avrebbero voluto fare un ufficiale, ma lui scelse di seguire la vocazione religiosa e proseguì con gli studi di filosofia al Collegio dei Gesuiti di Graz, dove entrò anche nella Congregazione di Maria. Come candidato della diocesi di Zagabria, fu ammesso per gli studi di teologia al prestigioso Collegio Germanico-Ungarico di Roma. Scrisse di sua mano che era croato, come appare nei registri conservati negli archivi dell'istituto. Da studente, si distinse per chiarezza di mente e virtù. Fu a Roma dal 1611 al 1615. Ordinato presbitero in quest'ultimo anno, tornò nella sua diocesi, ove prestò servizio per un breve periodo. Il cardinale Peter Pázmány lo invitò in Ungheria, lo nominò direttore del seminario di Trnava e canonico di Esztergom. Dopo circa due anni lo nominò arcidiacono di Komárno e gli affidò l'amministrazione dell'abbazia benedettina di Krásna, vicino a Košice, allora proprietà del capitolo strigoniese. Il 4 aprile 1619 richiese la revoca dalla carica di amministratore dell'abbazia, per sua incapacità. Nel luglio 1619 si recò con il missionario gesuita Štefan Pongrác a Humenné, dove prese parte agli esercizi spirituali dettati del predicatore gesuita P. Dobokay.
Košice era una roccaforte del calvinismo ungherese a quel tempo. Per rafforzare la posizione del piccolo numero di cattolici, il governatore della città, il viceré del re Mattia II, Andrija Dóczi, invitò a Košice due gesuiti: Stjepan Pongrácz e Melkior Grodziecki. Il loro lavoro fruttuoso rafforzò la coscienza dei cattolici, ma provocò anche l'ira dei calvinisti. Così i calvinisti incitarono il popolo alla rivolta accusando falsamente i cattolici di aver provocato un incendio in città il 13 luglio 1619. A quel tempo, Marco Križevčanin era a Košice con i gesuiti. Tuttavia, quando il 3 settembre 1619 il comandante dell'esercito calvinista, Juraj Rákóczi, entrò a Košice con i suoi banditi, imprigionarono immediatamente i tre sacerdoti cattolici. Per tre giorni non fu loro permesso di mangiare né di bere. Il comandante dell'esercito promise a Marco Križevčanin di donargli la proprietà della chiesa, a patto che avesse rinunciato al cattolicesimo e fosse diventato calvinista. Marco rifiutò energicamente. I sacerdoti furono crudelmente torturati e giustiziati.
Quando i calvinisti locali seppero di aver torturato crudelmente i tre preti cattolici, rimasero confusi e ammisero che non avrebbero meritato un trattamento così barbaro. La notizia del martirio si diffuse a macchia d'olio in Ungheria. Il principe Bethlen non consentì, sebbene molte petizioni gli fossero rivolte, che i martiri fossero sepolti con dignità e con onori. Lo consentirà 6 mesi dopo su richiesta della moglie del palatino Catalina Pálffy. Le reliquie dei martiri di Košice si trovano nella chiesa delle Orsoline di Sant'Anna a Trnava. 

## Culto
I tre martiri furono beatificati da papa Pio X il 15 gennaio 1905. La canonizzazione dei tre martiri di Košice ad opera di papa Giovanni Paolo II è avvenuta il 2 luglio 1995 all'aeroporto di Košice.
Il suo elogio si legge nel Martirologio romano al 7 settembre. 
È il santo patrono della diocesi di Bjelovar-Križevci.Gli sono intitolate una cappella e la parrocchia di rito latino di Križevci, nonché una chiesa parrocchiale a Zagabria.